# Pod Wiatr
Pod Wiatr – czasopismo młodzieżowe, wydawane jako miesięcznik od 1993 roku. Twórca i redaktor naczelny: Mirosław Twaróg.
Autorem miesięcznika "Pod Wiatr" jest młodzież: studenci, uczniowie klas licealnych – pasjonaci dziennikarstwa, literatury, filmu, sztuki plastycznej, fotografii. Czasopismo czytane jest w 500 środowiskach polonijnych 95 krajów. Dostępne w Polsce, również przez prenumeratę.